# Harrisville (Rhode Island)
Harrisville è un villaggio e census-designated place (CDP) degli Stati Uniti d'America, situato nello stato del Rhode Island, nella contea di Providence.